# Tucunduba
Tucunduba é um distrito do Município de Caucaia, na Região Metropolitana de Fortaleza.

## História
A antiga vila de Tucunduba teve origem no ano de 1858, quando surgiram os primeiros agrupamentos de casas de taipa, substituídas posteriormente por casas de alvenaria, rebocadas de cal, com portas e janelas quase sempre iguais. Também se pode encontrar grandes casas com alpendres, colunas e compartimentos repletos de história. Tais edificações permanecem preservadas até os dias atuais.
Pela Ato Provincial nº 1270, de 22 de dezembro de 1863, é criado o distrito de Tucunduba e anexado à Vila Nova de Soure. Sua capela, dedicada a Sant'Ana, foi construída em 1860, através de doações da tradicional família Pontes Vieira.
Segundo os mais antigos, a construção da Capela de Sant'Ana se deu a partir de terras doadas pelo Império do Brasil na década de 1850. A devoção à Sant'Ana se deu pelo recebimento de uma graça da esposa de um dos primeiros moradores de Tucunduba.
Há pouquíssimos registros sobre o início da colonização em Tucunduba. O que se sabe é de uma certidão de batismo de 1858, documento este que menciona pela primeira vez na História da Vila Nova de Soure, o povoado de Tucunduba. Essa menção se encontra nos livros de tombos da Paróquia de Nossa Senhora dos Prazeres - Caucaia. O que sabemos da história de Tucunduba são os relatos dos mais antigos.

## Geografia
O Distrito de Tucunduba tem uma área territorial bem extensa (não temos informações oficiais sobre sua área). Tucunduba é formado pelas seguintes localidades: Serra da Rajada, Pau-Barriga (Piróas), Ipú, Corrente, Serra do Arame, Carauçanga, Minguaú, Alto do Mocó, Ribeira dos Rochas, Jarandragoeira, Vila Independência (Língua da Cobra, Maniçoba, Poço Verde, Caiana, Aroeiras, Lagoa dos Caetanos, Lagoinha, Cerâmica Tucunduba, Muquém, Malhada, Água Boa, Fazenda Feijão, Feijão do Meio, Sítio Sobarro, Umburana. 
Os rios que cortam o território do Distrito de Tucunduba são: Rio Ceará, Riacho Feijão, Riacho Espiroá, Riacho Carauçanga e outros pequenos córregos e açudes. Tucunduba está cercado pelo Maciço Residual Metropolitano (Serra da Rajada) e vários serrotes (pequenos morrotes). No Distrito de Tucunduba iremos encontrar às margens da BR 020, um relevo vulcânico conhecido popularmente como "Pão de Açúcar", ele se encontra bem conservado que ainda é possível o cone vulcânico.

## Unidade de conservação
A Unidade de Conservação Municipal do Monumento Natural da Serra da Rajada é a primeira unidade de conservação municipal de proteção integral de Caucaia, Ceará. Criada em 27 de junho de 2019.

Com área de 373,85 ha e um perímetro de 15.146,53 m², tem como objetivo preservar o ecossistema natural de relevância ecológica para o município.